# Хималия (спътник)
Вижте пояснителната страница за други значения на Хималия.
Хималия е естествен спътник на Юпитер, открит от Чарлс Дилон Перин в обсерваторията „Лик“ през 1904 г. Носи името на нимфата от древногръцката митология Хималия.
На 19 декември 2000 г. апаратът „Касини-Хюйгенс“ заснема Хималия от значително разстояние.
Името на спътника е установено през 1975 г. Преди това Хималия е била известна под означението Юпитер 6. Понякога е наричана още и на богинята Хестия.
Хималия е най-големият представител на групата на Хималия, състояща се от пет обекта на орбита от 11 до 13 Gm под инклинация от около 27,5°.